# Mas Roig (Florejacs)
Mas Roig és una masia de Florejacs, al municipi de Torrefeta i Florejacs (Segarra), inclosa a l'Inventari del Patrimoni Arquitectònic de Catalunya.

## Descripció
Edifici de dos cossos amb funció d'habitatge, amb edifici annex al costat.
La façana principal del primer cos (est), a la planta baixa, té una entrada amb arc rebaixat adovellat i porta de fusta. A la dovella central hi ha inscrita en un cercle, la data de 1778. Més a la dreta, hi ha una espitllera i una petita finestra. A la planta següent hi ha tres balcons amb barana de ferro, el del centre és més gran, tots tenen entrada al balcó amb arc rebaixat. Al darrer pis hi ha tres petites finestres. A la façana nord, no hi ha cap obertura. A la façana oest, hi ha dos cossos que quasi la cobreixen, un de més gran, que és l'altra part de l'habitatge, i un de més petit que tenia una funció diversa. La part descoberta de la façana, no té obertures. La façana sud té un edifici annex adjunt que tapa la planta baixa, té una finestra a la part superior. La coberta és de dos vessants (Nord-Sud), acabada en teules.

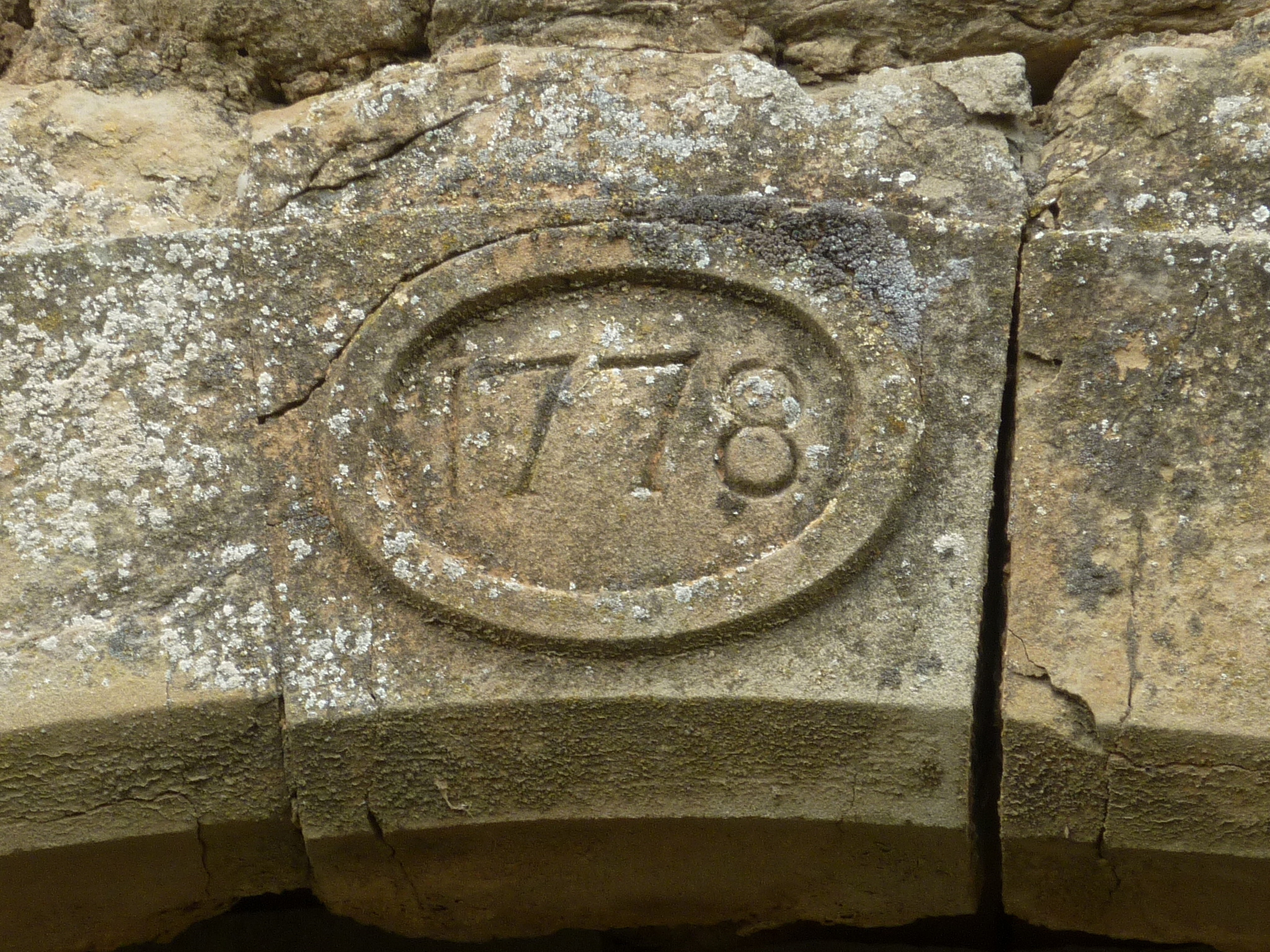
Dovella central de la portada

L'altre cos d'habitatge té unes dimensions més grans a l'anterior. A la façana sud, a la planta baixa, hi ha una entrada reconstruïda amb totxo. A la planta següent, a l'esquerra, hi ha un balcó amb barana de ferro, al qual s'accedeix per una entrada amb llinda de pedra i porta de fusta amb vidriera. A la seva dreta hi ha una petita terrassa a la qual s'accedeix per entrada amb llinda de pedra. Al pis següent hi ha dues finestres. A la façana est hi ha una finestra amb reixa a la planta baixa, una altra al pis següent i una altra al darrer. A la façana nord, a la planta baixa a la part esquerra, té adjunt aquell petit edifici que cobreix també part de la façana oest del primer edifici descrit. A la segona planta hi ha una finestra i al darrer una altra. La coberta és de dos vessants (Nord-Sud), acabada en teules. L'estat d'aquesta és deficient.
Hi ha diversos edificis annexos. El primer a descriure és el petit abans esmentat, té una sola planta, i presenta una entrada a la façana nord. La coberta és d'un sol vessant (Oest), acabada en teules.
Davant de la façana Oest del darrer cos d'habitatge descrit hi ha un paller que ha estat reconstruït amb totxo a la part superior. Presenta diverses obertures que donen a una era tancada, orientada al sud del conjunt d'edificis. Hi ha un altre edifici de similars característiques a aquest, al seu costat, i que també dona a l'era. Aquesta era es troba tancada per uns murs.
Davant de la façana principal del primer edifici descrit, a la part dreta, hi ha un edifici fet de totxo.
A uns metres més enllà hi ha l'ermita de Sant Miquel. Petita ermita en estat semi ruïnós. És d'una sola nau, la coberta és de volta de canó, tot i que la coberta en si ha desaparegut. A la façana principal (Sud), hi ha gran entrada amb arc adovellat de mig punt, a la dovella central hi ha inscrita la data de 1731. A sobre, hi ha una petita espitllera. A la façana est, no hi ha cap obertura. A la façana oest no hi ha cap obertura. La façana nord no es conserva. No conserva la coberta. Amenaça ruïna l'estat en què es troba.
S'hi arriba pel camí de Florejacs a les Pallargues, a uns 3 km de Florejacs, prenent un desviament a la dreta davant del Mas Gravat.